# Visual kei
A visual kei  (ヴィジュアル系; vidzsuaru kei; Hepburn: vijuaru kei) kifejezetten japán zenészekre jellemző irányzat. Jellemzője a kirívó öltözködés, a hagyományostól eltérő, szokatlan frizura és az erős smink. Ezeket az előadókat gyakran látják el az androgün jelzővel. Egyes források szerint a visual kei önálló zenei stílus, de legalábbis a japán rock egy alműfaja, más kritikusok úgy vélik, a látványvilág, a szubkultúra részévé vált visual kei divat ugyanannyira fontos, mint a zene. Yoshiki, a nyugaton ismert glam rockhoz hasonlított visual kei megalapítójának tartott X Japan együttes vezetője úgy véli, ez nem egy zenei műfaj, hanem sokkal inkább szellemiség: „szerintem egyfajta szabadság, az önkifejezésé, az önleírásé.”
Zeneileg a visual kei nem egységes, számos műfajban játszanak az előadók, a rock, hard rock, heavy metal, punk és hasonló „kemény” műfajokon túl a popzene, az elektronikus zene, a techno vagy a new wave is jelen lehet a hangzásban. Az előadók többsége férfi, míg a rajongók többsége nő; utóbbiak a koncerteken egységes, szinkronizált kar- és fejmozdulatokkal (furi) fejezik ki a rajongásukat.
A visual kei az 1980-as években, az underground zenei színtéren született meg, olyan együttesek voltak az első képviselői között, mint az X Japan, a Dead End, a Buck-Tick, a D’erlanger, a Luna Sea, a Color; a '90-es években alakult L’Arc-en-Ciel, Malice Mizer vagy Mucc. Az 1990-es évek közepéig a visual kei népszerűsége egyre nőtt Japánban, a lemezeladások rekordokat döntögettek, majd a '90-es évek végén a mozgalom hanyatlani kezdett. A 2000-es években a visual kei új generációja nevelkedett ki, akik már nem rendelkeztek egyértelmű zenei irányzattal és sokkal hangsúlyosabbá váltak a külső jegyek, a stílus divataspektusa. Ekkor kezdett el a visual kei népszerűvé válni külföldön, részben az animebetétdaloknak, részben az internetnek köszönhetően. Az ismertebb előadók közé tartozik ebből a korszakból a Dir en grey, a The Gazette, az Alice Nine, a D’espairsRay, a Girugamesh, a Versailles, az An Cafe vagy a szóló előadóként sikeressé vált Miyavi. A legnagyobb rajongótábora a műfajnak az Egyesült Államokban, Németországban, Lengyelországban, Oroszországban, Franciaországban és Brazíliában van, de népszerűnek mondható Finnországban, Chilében és Svédországban is. 2007 óta Magyarországon is számos visual kei-előadó adott koncertet.
Az újabb visual kei együtteseket számos kritika éri, mi szerint kiveszett belőlük elődeik szellemisége, egymás külsejét és hangzását másolják és teljesen egyformává válnak; a régebbi zenészek és a mozgalom ismerői ezért aggódnak a stílus jövője miatt.

## Etimológiája
A szó jelentése „vizuális stílus”. A nyugaton ismert glam rockhoz hasonlított japán zenei mozgalom egyik alapítójaként az X Japan együttest tartják számon, a név feltehetően az együttes „Psychedelic Violence Crime of Visual Shock” (A vizuális sokk pszichedelikus erőszak(os) bűntette) szlogenjéből származik, mely a Blue Blood című, 1989-ben megjelent lemezük borítóján is olvasható. 2011-ben Yoshiki, az együttes alapítója az X Japan korai időszakáról azt nyilatkozta: „mikor létrehoztuk az együttest, a gond az volt, hogy nem tartoztunk sehova. Nagyon kemény zenét játszottunk, kilónyi smink volt rajtunk, és őrült ruhákat viseltünk. Nem is tartozhattunk sehová. [...] Csináltuk, amit jónak láttunk, és ebből egyszer csak visual kei lett.” Mindazonáltal Yoshiki úgy véli, a visual kei nem egy zenei műfaj, hanem sokkal inkább szellemiség: „szerintem egyfajta szabadság, az önkifejezésé, az önleírásé.”
A visual kei kifejezés megalkotását magát Hosiko Szeiicsinek (星子誠一), a Shoxx magazin alapító szerkesztőjének tulajdonítják, aki 1990-ben hozta létre a műfajjal foglalkozó magazint. A JRock Newsnak adott interjújában azonban Hosiko úgy nyilatkozott, hogy a kifejezést tulajdonképpen az X Japan gitárosa, hide alkotta meg, de legalábbis erősen inspirálta. Abban az időben az okesó kei (お化粧系; Hepburn: okeshō kei, ’sminkelt stílus’) kifejezést használták az ilyen együttesekre, de Hosiko úgy vélte, ez túlzottan közönséges kifejezés, nincs mögötte tartalom. Emiatt az újságírókat rendre megkérte, hogy ne használják, hanem helyette a visual-shock kei kifejezést alkalmazzák. Ez aztán visual-kei majd V-kei formára rövidült. Hosiko szerint a visual kei jól megkülönböztethetően japán zenei műfaj, melyhez a zene és a vizuális aspektusok is egyaránt hozzátartoznak.

## Eredete és jellegzetességei

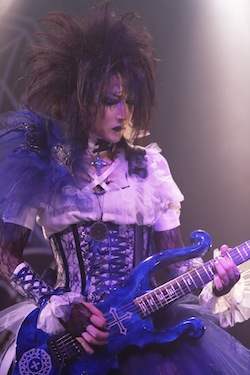
A Moi dix Mois gitárosa, Mana, jellegzetesen visual kei öltözékben

Egyes kutatók szerint a nyugati glam rock mellett a visual kei látványvilágának inspirációi közé tartozik a sódzso manga is, mely kifejezetten nőknek készített manga. Ezt a kapcsolatot egyes előadók is megerősítik, mint például Mana, a Malice Mizer, majd a Moi dix Mois gitárosa, aki saját elmondása szerint háromdimenziós sódzso mangát szeretne előadni a színpadon. A.R. Johnson szerint a visual kei művészek esztétikai megjelenése, külseje is passzol a sódzso mangák által népszerűsített bisónen, azaz „szép fiatal férfi” imidzséhez; Gacktot például tipikusan bisónen megjelenésű férfinak tartják. A visual kei előadók mintegy megtestesülései a sódzso mangát olvasó női közönség férfiideáljának. Ehhez hozzátartozik a szintén erre a mangaműfajra jellemző homoerotikus viselkedés, amikor az előadók a színpadon, fényképeken szándékosan szexuálisan provokatív módon viselkednek egymással. A rajongók igényeinek kielégítésére (fanservice (ファンサービス; fan szabiszu; Hepburn: fan sabisu)) előadott homoerotika ellenére azonban a statisztikák szerint a visual kei előadók nagy része heteroszexuális.

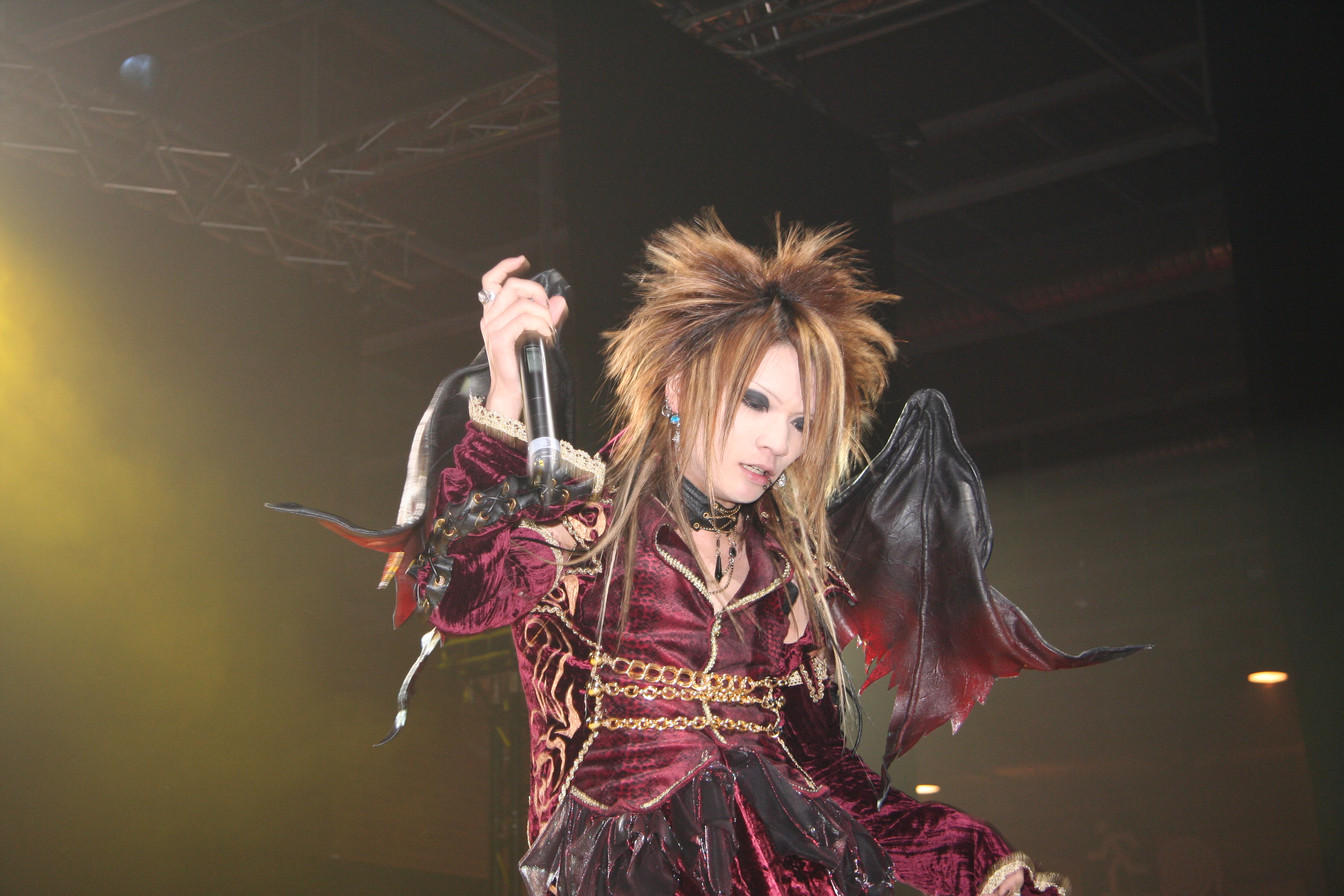
Mikaru, a Dio – Distraught Overlord együttes (férfi) énekese démonszárnyakkal

A visual kei jellemzője a kirívó öltözködés, a hagyományostól eltérő, szokatlan frizura és az erős smink. Ezeket az előadókat gyakran látják el az androgün jelzővel. Egyes források szerint a visual kei önálló zenei stílus, de legalábbis a japán rock egy alműfaja, saját hangzással, más kritikusok szerint a látványvilág, a szubkultúra részévé vált visual kei divat ugyanannyira fontos, mint a zene. Josephine Yun szerint a stílus kifejezetten japán, és az ősi időkre nyúlik vissza, amikor számos férfi viselt női ruházatot, például a kabuki színházakban. A visual kei művészek gyakran öltöznek női ruhába a színpadon, és sokukat „összetévesztik a nőkkel, mikor valójában férfiak”. Úgy véli, hogy a stílus „költői és effeminált”.
Zeneileg a visual kei nem egységes, számos műfajban játszanak az előadók, a rock, hard rock, heavy metal, punk és hasonló „kemény” műfajokon túl a popzene, az elektronikus zene, a techno vagy a new wave is jelen lehet a hangzásban. Josephine Yun szerint akár a dzsessz is szóba jöhet. Az öltözékeket is számos stílus inspirálta, a hagyományos japán öltözékeken túl akár a szado-mazo öltözékek, a gót stílus, csipkeruhák, bőrruhák, de a különféle régi divatirányzatok, mint a viktoriánus ruhák, a rokokó és barokk stílusú ruhák is előfordulnak az egyes előadók ruhatárában.

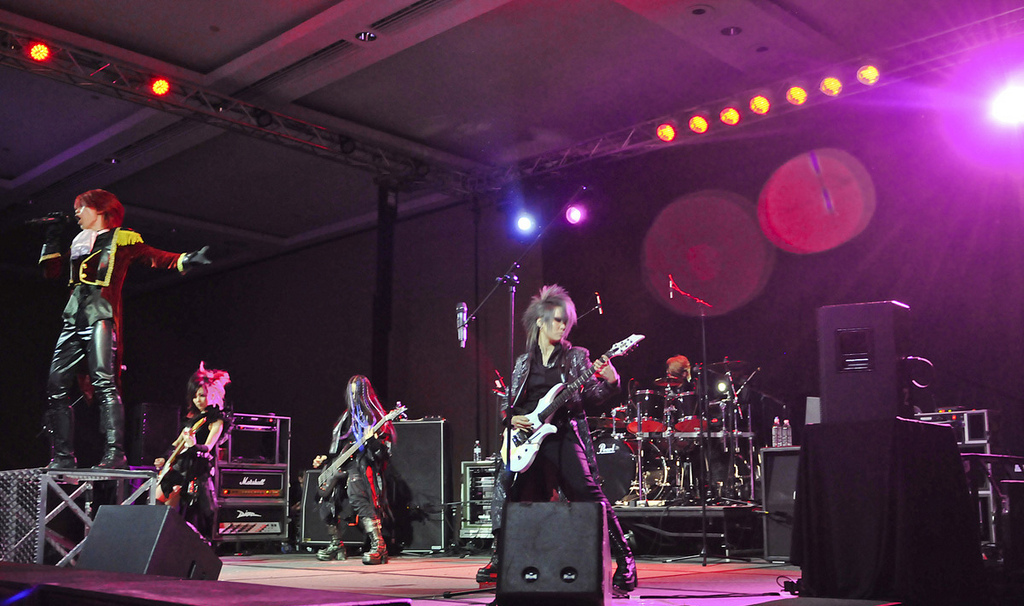
A 2003-ban alakult Exist Trace együttes; a kevés női visual kei előadók egyike

A kirívó, gyakran nőiesnek ítélt megjelenés és polgárpukkasztó zene mellett azonban a visual kei-előadók sokszor társadalmi és politikai jellegű dalokat is kiadnak, illetve a zenészek egy része politikailag is aktív. A Glay gitárosa, Takuro háborúellenes cikkeket jelentetett meg, a Luna Sea gitárosa, Sugizo közismert háborúellenes és környezetvédelmi aktivista, aki nézeteit dalaiban is kifejezi, a The Gazette Taion (体温) című dala egy megtörtént esetről, egy középiskolás diák megkínzásáról és megöléséről szól. A Dir en grey Different Sense című dala részben a 2011-es tóhokui földrengés és cunamit dolgozza fel.
A visual kei előadók többsége férfi, vannak azonban női előadók is; a rajongók nagy része pedig nő. A női rajongók (japánul bangjaru (バンギャル; Hepburn: bangyaru), a „banda” és a „lány” angol szavak összevonásából) egységes rajongói viselkedést mutatnak a koncerteken, vannak egységes mozdulatok (furi), mint például a teszenszu (手扇子; Hepburn: tesensu) („karlegyező”) a gjakudai (逆ダイ; Hepburn: gyakudai) („kifordított vetődés”; a kezeket magasba emelik, ütemre háromszor, mintha levegőt markolnának, majd előre dőlnek kinyújtott karral), a hedoban (ヘドバン) („fejrázás, headbang”) vagy a szaku (咲く; Hepburn: saku) (szó szerint „kivirágzik”; fej fölé kinyújtott, széttárt karok szétnyitott ujjakkal, mint egy virág). Egyes rajongók szívesen cosplayelik a kedvenc előadóikat különféle rendezvényeken, vagy a koncerteken is.

## Története

### 1980–1992: A kezdetek
- KurenaiRészlet a Kurenai című X Japan-dalból; gyors power metal stílus, szimfonikus elemekkel vegyítve. Yoshiki szerzeménye, 1989-ből. A Music Station a Heiszei-kor „legerőteljesebb dalának” választotta.[31]

Nem tudod lejátszani a fájlt?

Az X Japan (akkori nevén X) 1989-ben, nagykiadós debütálásuk idején, jellegzetes visual kei sminkben és frizurával. Balról jobbra: Toshi, Pata, Yoshiki, hide és Taiji

A visual kei az 1980-as években, az underground zenei színtéren született meg, olyan együttesek voltak az első képviselői között, mint az X Japan, a Dead End, a Buck-Tick, a D’erlanger vagy a Color. A mozgalom a japán rock egy új formáját indította útjára, melyre a nyugati hard rock, glam rock és glam metal volt befolyással, olyan előadókkal, mint a Kiss, David Bowie, a Twisted Sister, a Hanoi Rocks vagy a Mötley Crüe; emellett a punk rock és a gothic rock is hatással volt rá. Megan Pfeifle a The George Mason Reviewban két generációra osztotta a visual keit, az első generációt pedig három átmeneti korszakra, melyből az első csupán alig több mint tíz évig tartott.
Az 1980-as évek végétől az 1990-es évek közepéig a visual kei népszerűsége egyre nőtt Japánban, a lemezeladások rekordokat döntögettek. A Dead End 1986-ban megjelent független kiadós Dead Line című lemeze 20 000 példányban fogyott, 1987-es nagykiadós Ghost of Romance című albuma pedig a 14. lett az Oricon albumlistáján. Ugyanebben az évben a Buck-Tick Sexual XXXXX! című lemezével szintén nagy kiadónál debütált. A Dead End még az amerikai Metal Blade Recordsnál is kiadott két albumot. 1988-ban és 1989-ben a Buck-Ticknek és az X Japannak sikerült mainstream népszerűségre szert tenniük. A Buck-Tick Just One More Kiss című kislemeze 6. lett az Oricon listáján, a Seventh Heaven (1988) és a Taboo (1989) című nagylemezeik pedig a 3. illetve 1. helyen végeztek. Ők voltak az első rockegyüttes, akik koncertet adtak a Tokyo Dome-ban. Az X Japan első, függetlenként megjelent, Vanishing Vision című lemeze 19. lett a slágerlistán 1988-ban, ezzel az első indie együttes lettek, akiknek sikerült az albumlistára felkerülni. Első nagykiadós albumuk, a Blue Blood (1989) hatodik lett és azóta mintegy 712 000 példányban fogyott. Az X Japan volt az egyik első japán előadó, akik úgy értek el mainstream sikereket, hogy közben független kiadónál voltak. Ők voltak az első modern rockegyüttes Japán történelmében, akik országos televízióban szerepeltek és az első hazai együttes, akik háromszor egymás után töltötték meg a Tokyo Dome-ot. 1990-ben elnyerték a Japan Gold Disc Award legjobb új előadójának járó díjat. 1991-ben megjelent Jealousy című stúdióalbumuk több mint egymillió példányban fogyott. 1992-ben az Atlantic Recordshoz szerződtek amerikai debütálás reményében, azonban végül ez nem történt meg.
Két, 1986-ban alapított kiadó is nagy szerepet játszott a visual kei népszerűsítésében. Az Extasy Recordsot az X Japan vezetője, Yoshiki hozta létre, és olyan együtteseket szerződtetett, mint a Zi:Kill, a Tokyo Yankees vagy a Ladies Room. Két olyan együttes is a kiadónál kezdte a pályafutását, melyek több millió lemezt adtak el később: a Luna Sea és a Glay. A másik kiadót, az oszakai Free-Willt a Color együttes énekese, Dynamite Tommy alapította, és több, közepesen sikeres együttest is szerződtetett, mint a By-Sexual vagy a Kamaitacsi. A Free-Will ma is működik, míg az Extasy Records Yoshikivel Amerikába települt át, majd lassanként eltűnt a színtérről.

### 1993–2000: Terjeszkedés és hanyatlás

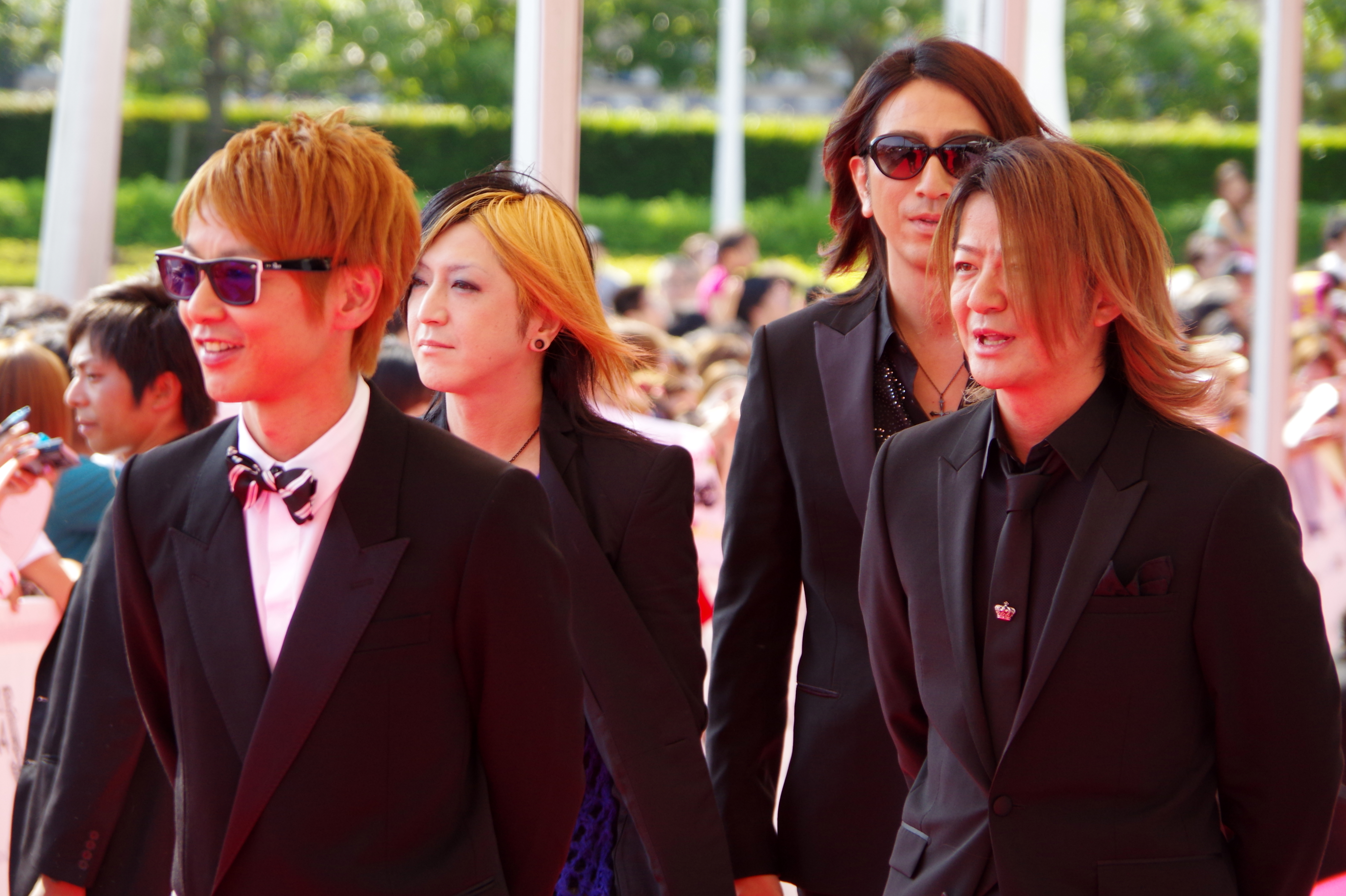
A visual kei gyökerekkel rendelkező Glay az egyik legkelendőbb japán együttessé vált

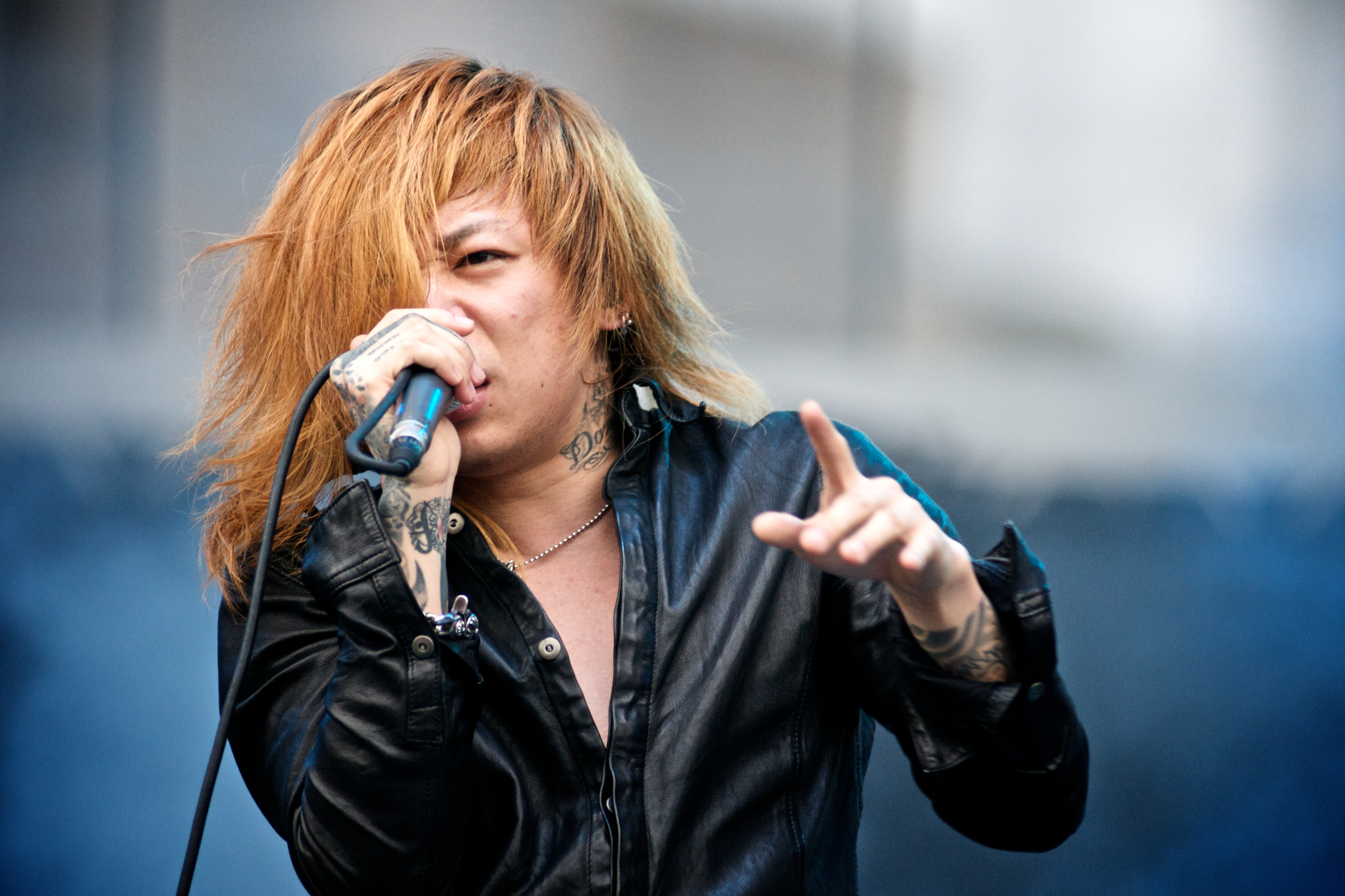
A Dir en grey énekese, Kjó 2009-ben

Pfeifle szerint a visual kei második átmeneti korszaka 1993-ban kezdődött, olyan együttesekkel, mint a L’Arc-en-Ciel, Glay (akik bár 1988-ban alakultak, első lemezük 1994-ben jelent meg) és a Malice Mizer. Bekerültek a köztudatba, bár a L’Arc-en-Ciel és a Glay kivételével a legtöbb együttes nem ért el komoly kereskedelmi sikereket. Utóbbiak a sikereiket követően, illetve azzal párhuzamosan, drasztikusan megváltoztatták a külsejüket is, és már nem számítanak visual keinek. 1995-ben robbanásszerűen megnőtt a műfaj iránti kereslet, mely mintegy négy évig tartott. A harmadik átmeneti időszak olyan együttesekkel kezdődött, mint a La’cryma Christi, a Penicillin, illetve a Rouage, akik mérsékelt sikereket értek el. Ebben az időszakban a négy legnagyobbnak a Malice Mizert, a La’cryma Christit, a Shaznát és a Fanatic Crisist tartották. 1998-ban a Pierrot megjelentette első nagykiadós kislemezét, a következő évben pedig a Dir en grey három kislemeze jelent meg Yoshiki segítségével. A '90-es évek végén ezt a két együttest „a két nagy” néven emlegették.
Az 1990-es évek elején a visual kei színtér nagojai szelete nagyobb hangsúlyt fektetett a zenére mint a megjelenésre, ebből alakult ki az úgynevezett Nagoja kei. Az 1989-ben alakult Silver-Rose és az 1991-ben alakult Kurojume volt az underground színtér két legismertebb együttese, akiket a Laputa együttessel (1993) együtt a „korai nagoja kei stílus alapítóiként” tartanak számon. Az 1990-es években számos alstílus jött létre a visual keien belül, mint például az eroguro kei (olyan együttesekkel, mint a Cali Gari), az angura kei (underground stílus; japán kimonót vagy egyenruhákat viselnek; például a Kagrra, együttes), valamint az ódzsi kei vagy kodona kei („herceg stílus” vagy „kisfiús stílus”, például a Plastic Tree).
Az 1990-es évek végén a visual kei mainstream népszerűsége hanyatlani kezdett; a Luna Sea előbb pihenőre ment, majd 2000-ben feloszlott, az X Japan 1997-ben tartotta utolsó koncertjét, nem sokkal rá pedig meghalt a gitárosuk, hide. 1999-ben a Malice Mizer dobosa, Kami meghalt, nem sokkal azt követően, hogy az énekes, Gackt kilépett, aki az egyik legsikeresebb szóló visual kei művész lett. A L’Arc-en-Ciel pedig nyilvánosan elhatárolódott a mozgalomtól (bár 2012-ben nemzetközileg visual kei együttesként reklámozták őket). 1998-ban hide halálát követően Steve McClure a Billboard magazinban azt írta, „véget ért egy korszak”: „Az X volt a visual kei együttesek első generációja, […] A következő generációk úgy érezhetik, ennyi, most nálunk a labda.” Más együtteseknek nem sikerült megfelelniük a pénzügyi elvárásoknak, ezért a legtöbb nagy kiadó felhagyott a visual keijel, újra underground stílussá vált, melyet a hagyományos társadalomhoz nem igazodó, rebellis generációval azonosítanak.

### 2001–2009: Neo-visual kei

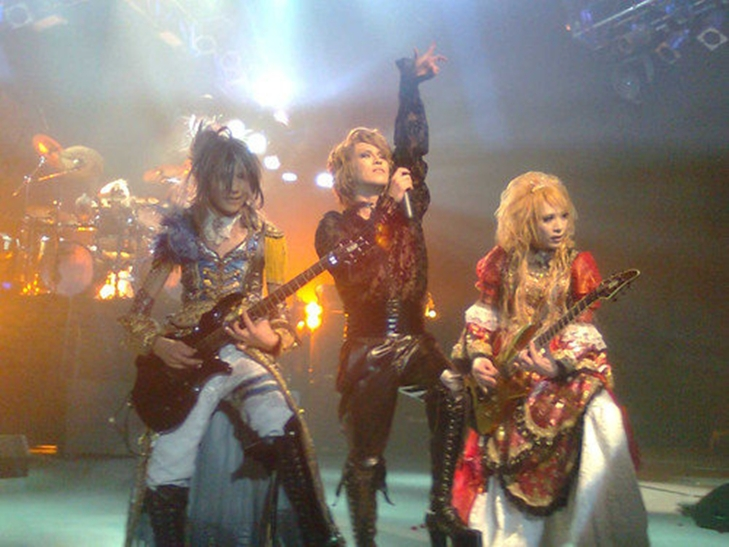
A Versailles együttes, mely a francia rokokó stílus ihlette ruhákat visel a színpadon

A 2000-es években a visual kei új generációja nevelkedett ki, akik a műfajra specializálódott live house koncerttermekben léptek fel és olyan kiadók menedzselték őket, mint a PS Company (Free-Will) vagy a Maverick DC Group. Az első és második generációs visual kei művészek között a különbség egyrészt a zenében rejlik: a második generáció már nem rendelkezett teljesen egyértelmű zenei stílussal, a metáltól a popon át sok minden beleférhetett, de a fő irányvonal továbbra is a keményebb stílusoké maradt. Másrészt sokkal nagyobb hangsúlyt kapott a divat, valamint a nemek közti különbségek elmosása. Bár a japán zenei színtérre nem volt jelentős kereskedelmi hatással, ez az irányzat lett népszerű külföldön.
Az ismertebb előadók közé tartozik a Dir en grey, a The Gazette, az Alice Nine, a D’espairsRay, a Girugamesh, vagy szóló előadóként a „finger-slapping” stílusáról ismert Miyavi, akik mindannyian turnéztak külföldön. Korábbi veteránok új együtteseket hoztak létre ebben az időszakban, például a Malice Mizer gitárosa, Mana a Moi dix Moist, vagy a Pierrot három tagja az Angelót. 2007-ben a visual kei új erőre kapott, amikor a Luna Sea összeállt egy koncert erejéig, majd az X Japan új kislemezt adott ki és világ körüli turnéra indult. A visual kei újra bekerült a köztudatba, a 2004 környékén létrejött együtteseket ekkor kezdték el neo-visual kei (ネオ・ヴィジュアル系) néven emlegetni. Ebben az időszakban jelent meg az oszare kei (オサレ系; Hepburn: osare kei) alstílus, mely a vidám pop-rock zenei világáról és feltűnő, színes öltözékeiről híres. Ilyen együttesek például a Baroque, a Kra, a Charlotte és az An Cafe. Bár néhány együttesnek, például a The Gazette-nek sikerült olyan stadionokban fellépnie, mint a Tokyo Dome (igaz, nem töltötték meg), a legtöbb előadó kisebb kapacitású helyeken tudott csak fellépni.
A Luna Sea lett az első visual kei előadó, aki külföldön lépett fel, még 1999-ben Tajvanon adtak koncertet, csupán 2002-ben kezdtek a műfaj előadói az Egyesült Államokban, majd 2004-től Európában fellépni. Az első lehetőségeket olyan, Japán-tematikájú fesztiválok adták, mint az A-Kon. Az első néhány évben például a Dir en greynek nagy sikere volt. 2007-ben a Los Angelesben megrendezett Jrock Revolution fesztiválon visual kei együttesek is felléptek. 2008-ban Miyavi világ körüli turnéra indult, Japánon kívül 13 országban lépett fel. Japán előadó korábban nem turnézott még ekkora sikerrel világszerte, a koncertek közül több telt házas volt. 2009-ben Budapesten is fellépett, azóta többször is koncertezett Magyarországon. Az első visual kei fellépő Magyarországon egyébként a Gram Maria volt 2007-ben.
2009-ben a Makuhari Messe-ben tartott V-Rock Festivalt a „világ legnagyobb visual kei zenei fesztiváljaként” reklámozták, mintegy 50 „vizuális művésszel”, azonban ezek között nyugati fellépők is akadtak, például Marilyn Manson. 2011-ben a fesztivált ismét megrendezték, ezúttal a Saitama Super Arena stadionban.

### 2009–: Újraegyesülések, fesztiválok

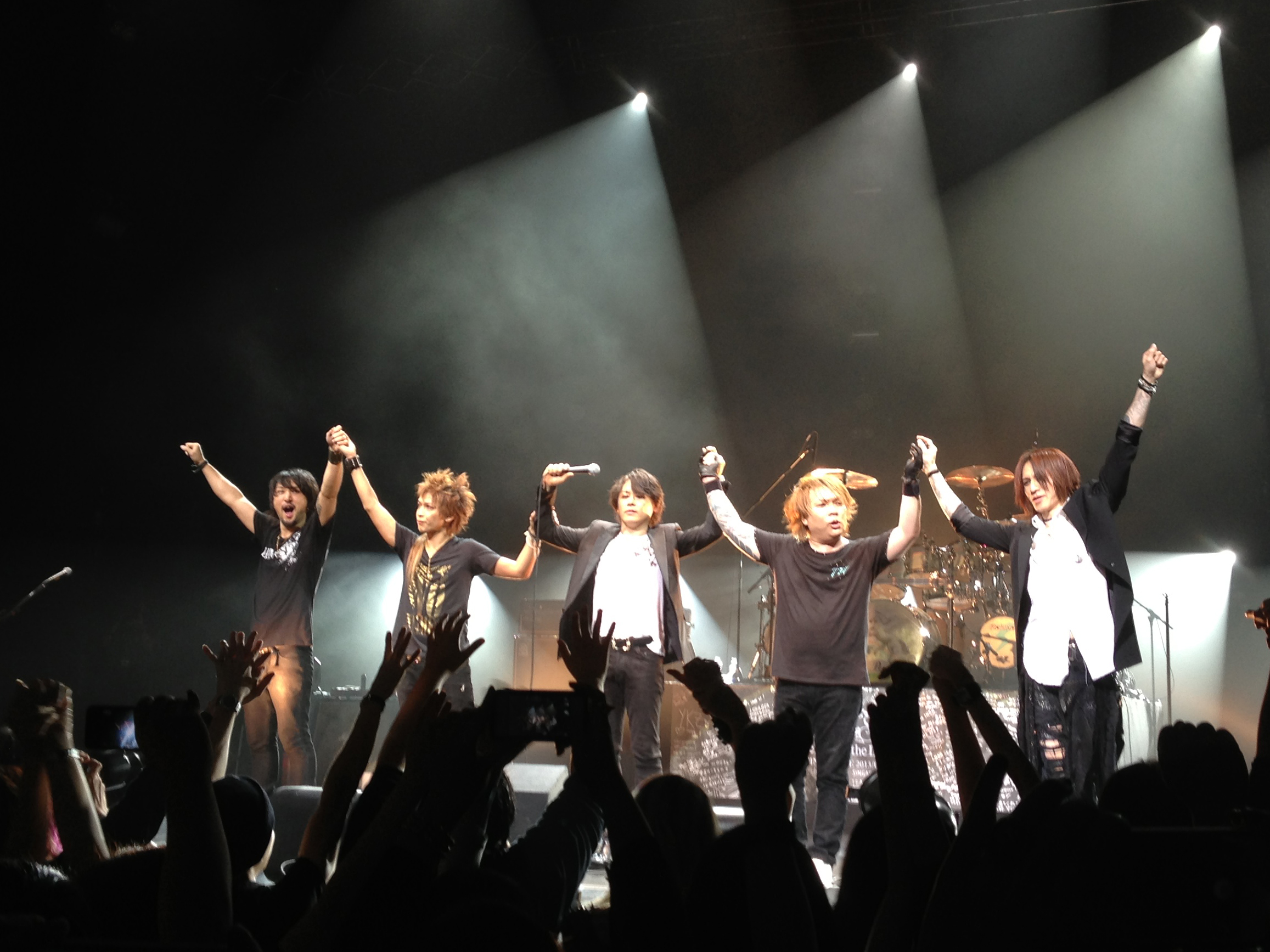
A Luna Sea Szingapúrban, 2013-ban

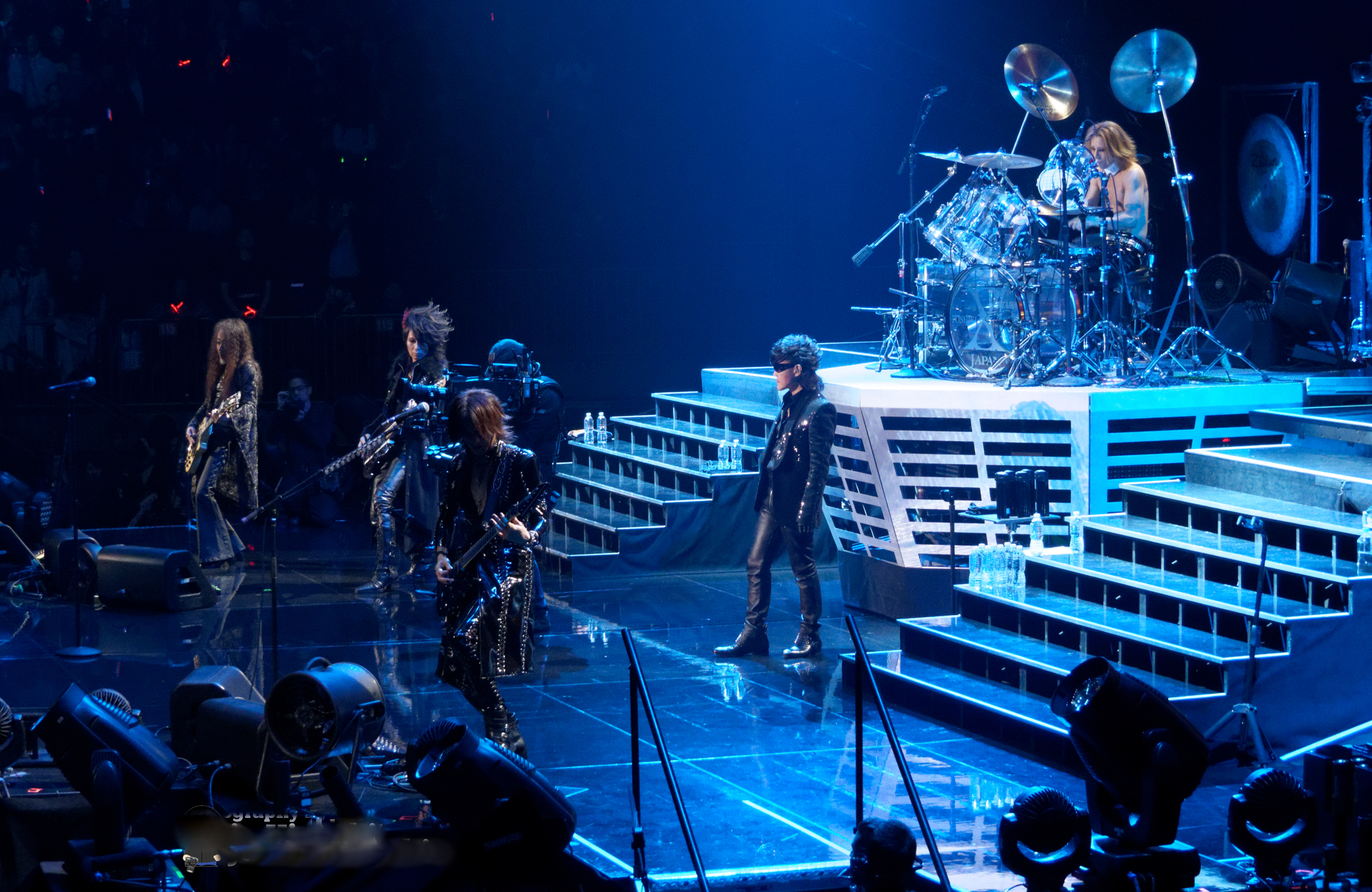
Az X Japan a Madison Square Gardenben 2014-ben

A Dead End 2009-ben újraegyesült, a 2007-ben feloszlott La’cryma Christi 2010-ben újra összeállt egy turné erejéig. Kijorharu bejelentette a Kurojume és a Sads együttesek újraalakulását, a Luna Sea is újra összeállt és világ körüli turnéra indult.
2014-ben az X Japan fellépett a Madison Square Gardenben, New Yorkban. A 25. évfordulójuk alkalmából a Luna Sea 2015-ben két napos fesztivált tartott Lunatic Fest néven, mintegy 60 000 néző előtt. Három színpadon 12 előadó lépett fel, többek között az X Japan, a Dead End, a Dir en grey, a Siam Shade és a Tokyo Yankees az első nap, majd másnap az Aion, a Buck-Tick, a D’erlanger, a Glay és a Mucc.
2016-ban Visual Japan Summit néven három napos fesztivált rendeztek a Makuhari Messe-ben, olyan előadókkal, mint az X Japan, a Luna Sea, a Glay, valamint hide with Spread Beaver.
A CDJapan webáruház eladási adatai alapján a 2010-es évek második felének nemzetközileg legnépszerűbb visual kei előadói közé tartozott a The Gazette, Kamijo, a Nocturnal Bloodlust, a Versailles, a Jupiter, a Mejibray, a lynch., a Matenrou Opera, Miyavi, a D, a Diaura, a Dadaroma, az Initial’L, az A9, a Buck-Tick, Yoshiki, Hyde, a Luna Sea, a Mucc, Hizaki és Gackt.

## Alstílusok

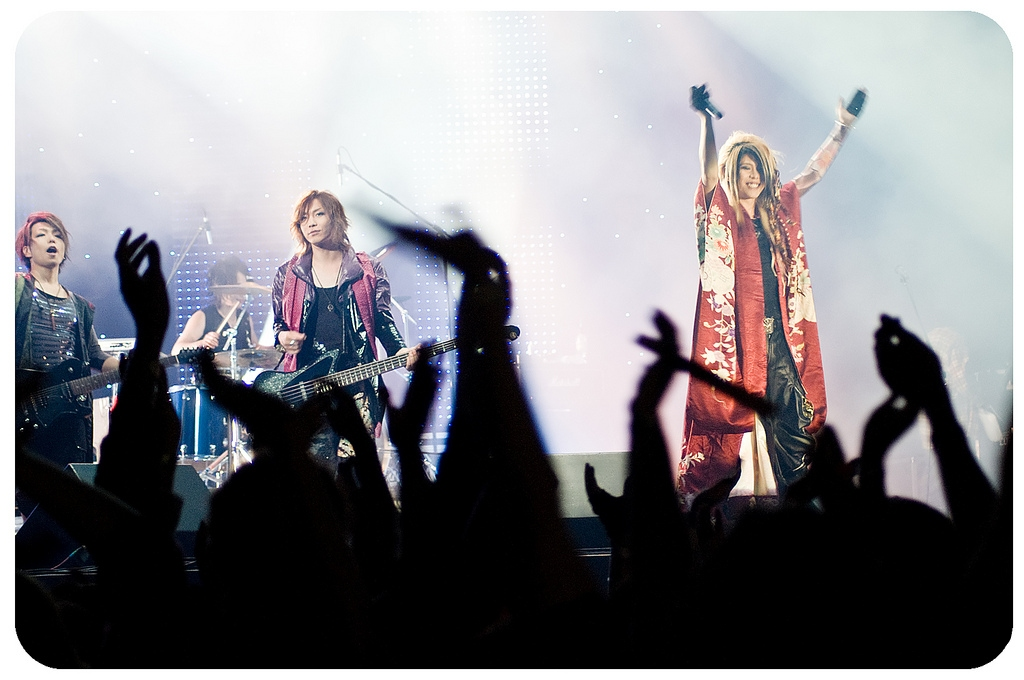
A Kagrra, együttes 2008-ban

A visual kei története folyamán számos egyedi alstílus jött létre. A klasszikus visual keit, mely az 1990-es években hódított, kote-kei (コテ系)-nek hívják. Ez a stílus színes, kirívó öltözékeket, hajstílusokat takar, és olyan együttesek képviselték, mint a korai Dir en grey, a Phantasmagoria vagy a Dué le Quartz. A kote-kei alá tartozik a tanbi kei (耽美系), az „esztétikus stílus”, szinte neoklasszikus illetve reneszánsz inspirációkkal, gótikus, drámai elemekkel. Ide sorolható például a Malice Mizer vagy a Versailles.
Az eroguro kei (エログロ系) az erotikát és a groteszket ötvözi, horrorba illő színpadi jelenetekkel, bizarr sminkkel és öltözékkel Legismertebb képviselője a Cali Gari együttes. Az angura kei (アングラ系) hagyományos japán öltözéket (kimonó) és japán hangszereket használ fel, például a Kirjú (己龍; Hepburn: Kiryū) vagy a Kagrra, együttesek tartoznak ide. A Nagoja kei (名古屋系; Hepburn: Nagoya kei) Nagoja városából indult útjára. A képviselői általában keményebb, sötétebb zenét játszanak az átlagos visual kei-együtteseknél és sokkal kisebb hangsúlyt fektetnek a sminkre és a kosztümökre. Ilyen együttes például a lynch., a Kurojume vagy a Laputa.
Az osare kei vagy oszare kei (お洒落系 vagy オサレ系; Hepburn: oshare/osare) szó szerint azt jelenti, „divatos stílus”. Képviselői színes, vidám, olykor kavaii öltözéket és frizurát viselnek, a zene is jobbára felemelő, pozitív hangulatú rock, bár a popos vagy akár elektronikus hangzások keverése sem ritka. Jellemzően a Baroque, a Kra, a Charlotte és az An Cafe együtteseket szokták ide sorolni, többek között. Az ódzsi kei (王子系; Hepburn: ōji kei) vagy kodona kei („herceg stílus” vagy „kisfiús stílus”) képviselője például a Plastic Tree.
A felsoroltakon túl is léteznek még kisebb irányzatok a visual keien belül.

## Kritikája
Az újabb visual kei együtteseket számos kritika éri, mi szerint kiveszett belőlük elődeik szellemisége, egymás külsejét és hangzását másolják és teljesen egyformává válnak. Már 1998-ban Neil Strauss is megjegyezte, hogy az „X utáni” együttesek számára a smink és a minél polgárpukkasztóbb megjelenés jóval fontosabbá vált, mint maga a zenélés. Számos zenész fejezte ki elégedetlenségét a visual kei állapotát tekintve; 2008-ban Kirito (Pierrot, Angelo) úgy vélte, „a vizuális jelleg az, amivel az együttes megkülönbözteti magát másoktól, legalábbis tíz éve még így volt. Most már inkább arról van szó, hogy az emberek azért öltözködnek bizonyos módon, mert visual kei akarnak lenni, vagy visual keinek akarnak látszani. Azért csinálják, hogy úgy nézzenek ki, mint mások, ahelyett, hogy azért csinálnák, hogy mások legyenek. Ez nyilvánvalóan teljesen más, mint mikor mi kezdtük tíz éve.” Sugizo (Luna Sea) 2010-ben úgy nyilatkozott, „nem tudnak jó hangzást kialakítani, a zene inkább csak amolyan hobbi a számukra. Nem érzem a lelket a zenében.”
Bár maga is az újabb generációhoz tartozik, a Dir en grey basszusgitárosa, Toshiya 2010-ben azt mondta, „hogy őszinte legyek, mikor elkezdtük, és a színpadon baromira ki voltunk sminkelve, meg minden, sok együttes csinálta ugyanezt Japánban és az emberek menőnek tartották. Ez már nincs így, haha.” Hozzátette: „A zene is egyedi volt, az olyan bandák, mint az X Japan. Akkoriban nem volt két együttes, aminek ugyanolyan hangzása lett volna; manapság mindenki ugyanolyannak hangzik.” Kenzi (Kamaitacsi, The Dead Pop Stars, Anti Feminism) 2009-ben úgy gondolta, hogy régen az együttesek különbözni akartak egymástól, ma pedig van egy együttes és mindenki őket másolja. A Free-Will kiadó alapítója, Tommy szerint „nem hiszem, hogy a mi visual kei fajtánk létezik még.” A Time Out Tokyo magazin szerint „az a mozgalom, mely eredetileg arra volt büszke, hogy teljesen más, most olyanokat vonz, akik visual keinek akarnak kinézni. Az igazi eredetiség (legalábbis zenei szempontból) úgy tűnik, kihalófélben van.” 2018-ban Hosiko Szeiicsi azt mondta, aggódik a visual kei jövője miatt.

## Népszerűsége és hatása

### Japánban

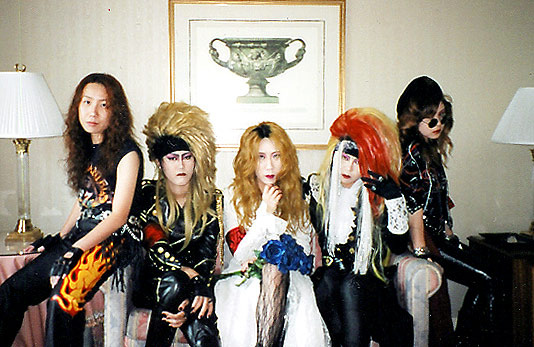
Japán rajongók X Japan cosplayben

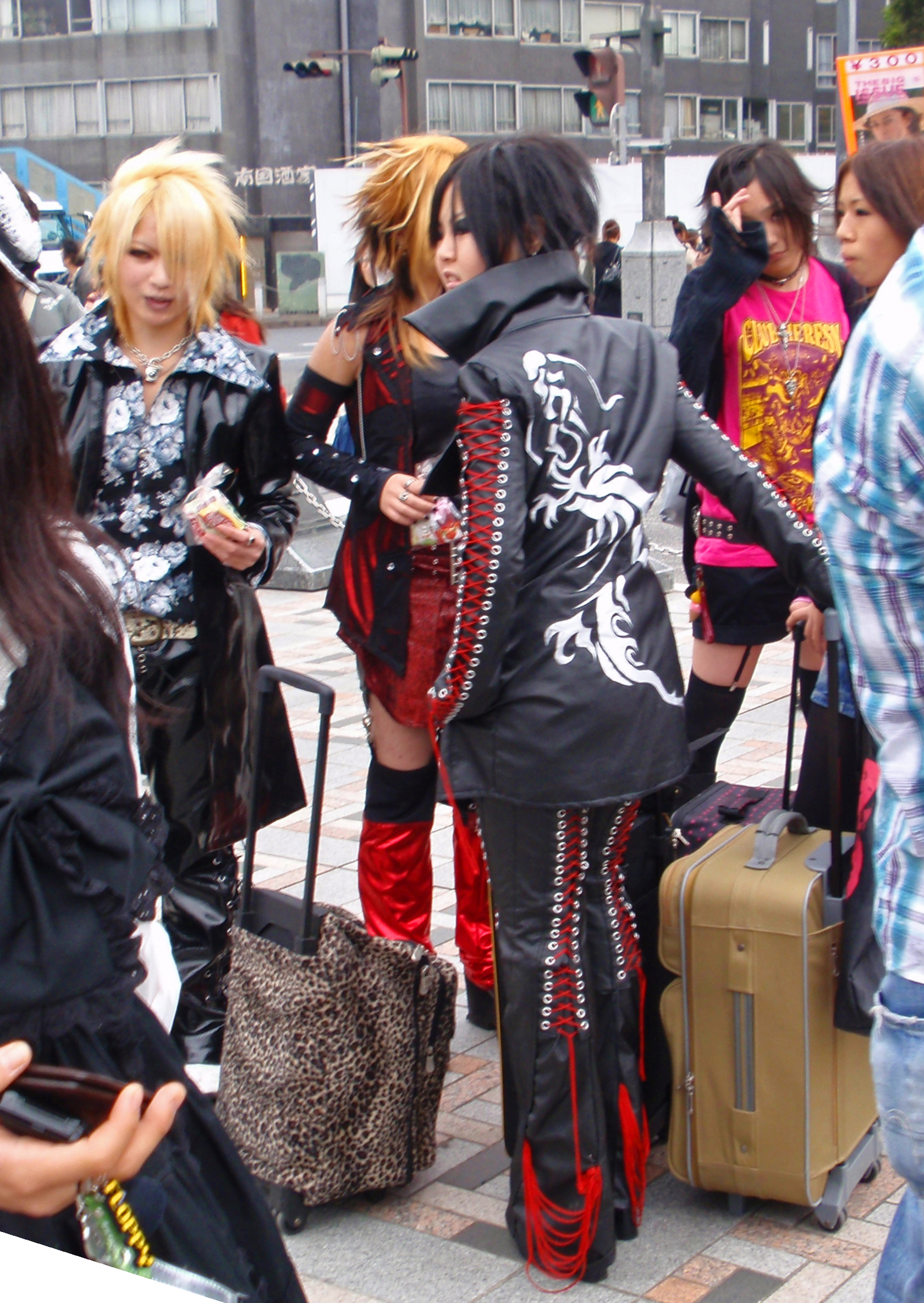
Visual kei megjelenésű lányok Haradzsukuban

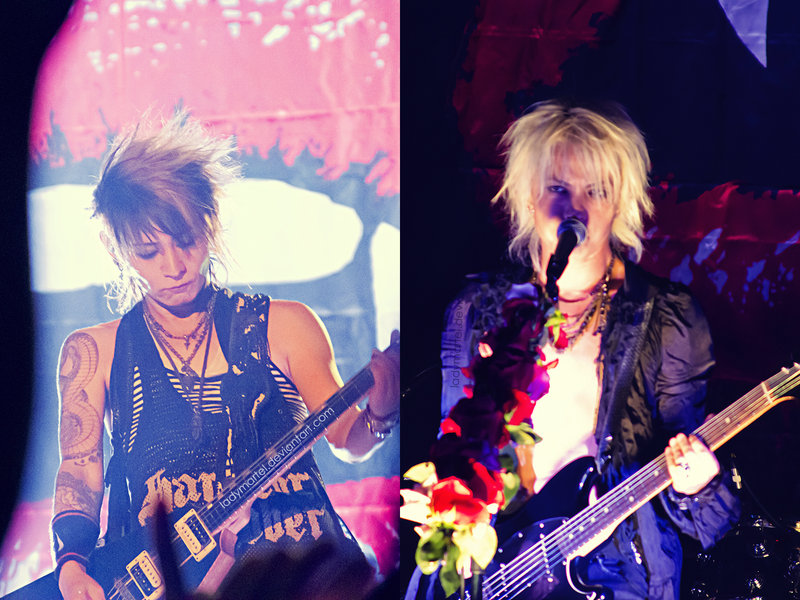
A Vamps együttes 2010-ben, New Yorkban

A visual kei stílussal illetve szubkultúrával Japánban számos zenei illetve divatmagazin foglalkozott, foglalkozik, például az Arena 37 °C, a Cure, a Fool’s Mate (1977–2012), a Shoxx (1990–2016), a Shock Wave vagy a Rock and Read. A stílus alapító együttesei, például az X Japan, a Luna Sea vagy a Glay országosan ismert nevek, több millió eladott lemezzel. A Glay például mintegy 51 millió kiadványt értékesített pályafutása során, az X Japan 30 milliót, a Luna Sea pedig több mint tízmilliót. Ezek az együttesek képesek nagy kapacitású stadionokat is megtölteni, az X Japan például 2010-ben a jokohamai Nissan Stadionban, Japán legnagyobb stadionjában lépett fel, a két koncerten összesen több mint 140 000 rajongó vett részt.
A legtöbb visual kei-együttes azonban nem tölt meg ilyen méretű koncerttermeket Japánban, a stílus jobbára underground módon működik. A közepesen ismert együttesek úgynevezett one man, azaz egyedül vitt koncertjei kivételével a kisebb együttesek nagyon kevés, 30–40 fő előtt adnak koncerteket kis termekben, klubokban, live house-okban más előadókkal osztozva a színpadon és a műsoridőn; a 30–40 fős közönséggel a koncert ilyenkor már sikeresnek minősül. A legtöbb együttes koncertjein akár ennél kisebb közönség is akad, tíznél kevesebb nézővel. A 100 főt vonzó indie együttesek már nagyon sikeresnek számítanak. A nagykiadóhoz szerződő együttesek népszerűsége valamivel nagyobb, ők már megtöltenek 1300–1500 fős termeket is, és a lemezeladásaik is jobbak.
A visual kei a mai napig is stigmatizált a japán populáris kultúrában, annak ellenére, hogy egyes előadóknak sikerül a lemezeladási listák élvonalába kerülniük. Más műfajok előadói is gyakran gúnyolódnak egy zenésszel, ha kiderül róla, hogy visual kei-együttesben játszik. Számos olyan együttes van Japánban, akik visual keiként kezdik, majd amikor elérnek egy bizonyos fokú népszerűséget, levetkőzik a stílus jellegzetes jegyeit, mert azok a mainstream népszerűség útjában állnak. A kisebb együttesek nem tudnak megélni a zenélésből, azonban a műfajjal járó stílusjegyek (például piercing, extrém frizura) miatt nem tudnak hagyományos munkákat vállalni, így sokan bárokban, izakajákban vagy host klubokban dolgoznak. Az adott együttest az internet (például YouTube) segítségével felfedező külföldi rajongók sokszor nincsenek tisztában azzal, hogy az együttes Japánban mekkora koncerttermet képes megtölteni; az együttesek pedig gyakran nem tudnak róla, hogy vannak külföldi rajongóik.

### Japánon kívül

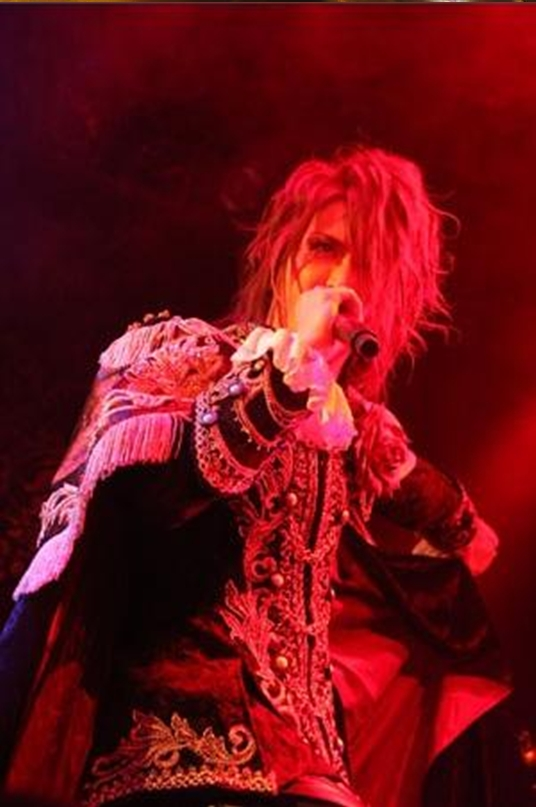
Kamijo, a Versailles együttessel Chilében 2010-ben

Japánon kívül a visual kei népszerűsége, illetve ismertsége a 2000-es években megnőtt, leginkább az internetnek, illetve az animebetétdaloknak köszönhetően, bár Megan Pfeifle felmérése szerint a rajongóknak csupán 20%-a került kapcsolatba a visual keijel animéken keresztül. 28% az interneten bukkant rá, 23% pedig az ismeretségi körében lévő visual kei-rajongók miatt kezdett el érdeklődni a stílus iránt.
Németországban olyan magazinok foglalkoznak a témával, mint a Peach (2011-ben megszűnt) és a Koneko; kifejezetten ilyen együttesekkel foglalkozó európai lemezkiadó is alakult Gan-Shin néven. A legnagyobb rajongótábora a műfajnak az Egyesült Államokban, Németországban, Lengyelországban, Oroszországban, Franciaországban és Brazíliában van, de népszerűnek mondható Finnországban, Chilében és Svédországban is. Magyarországon a nyomtatott Mondo magazin, és a Sound of Japan weboldal foglalkozik részletesebben a visual keijel.
Az első európai turnéra a Blood együttes indult 2004-ben. 2006-ban már 76 koncertet adtak visual kei-együttesek a kontinensen, Amerikában ennek csak a felét. 2007-ben rekord számú, 23 együttes adott koncertet Európában, 2009-ben pedig már 160 fellépést tudhatott magáénak a kontinens. A 2000-es évek végén Kelet-Európa is bekapcsolódott az áramlatba, ami feltehetően az internethasználat ugrásszerű növekedésének tulajdonítható a régióban. Ázsiában a Luna Sea volt az első együttes, amelyik koncertet adott, 1999-ben. Tajvan, Thaiföld, Dél-Korea, Kína és Hongkong népszerű állomásokká váltak a visual kei turnékon, bár Európában és Amerikában jóval több fellépésük van az együtteseknek. Észak-Amerikában a DuelJewel együttes adta az első koncertet 2002-ben, az A-Kon rendezvény keretében, majd amerikai turnéra indult. Számos visual kei-együttes turnézott úgy Amerikában, hogy helybéli együttes előzenekaraként léptek fel. 2006-ban a Dir en grey fellépett a South by Southwest fesztiválon, 2007-ben pedig 16 állomásos turnét tartottak az Egyesült Államokban. 2008-ban több mint 100 visual kei-koncert valósult meg az országban. 2010-ben számos előadó turnézott Amerikában, köztük Miyavi, a Vamps vagy épp az újra összeállt X Japan. Dél-Amerikában szintén a Blood együttes nyitott, 2005-ben egy mexikói koncerttel. 2009-ben öt előadó összesen 14 koncertet adott a kontinensen.
Ebből a nemzetközi szubkultúrából nőtt ki például a Cinema Bizarre német együttes, akik azonban nem merik visual keinek titulálni magukat, mivel etnikailag nem japánok, ezért inkább glam rockként jellemzik a zenéjüket. Mind a japánok, mind a nyugati rajongók jellegzetesen japán stílusnak tartják a visual keit, Megan Pfeifle kutatásai szerint a rajongók nem nézik jó szemmel az olyan külföldi együtteseket, akik visual keinek titulálják magukat. A Chemical Pictures együttes amerikai basszusgitárosa, Jimi például rengeteg negatív megjegyzést kapott a nyugati rajongóktól, akik „csúnyának” nevezték és úgy vélték, nincs keresnivalója egy japán együttesben. Léteznek azonban bevallottan visual kei együttesek is külföldön, például a finn DIE/MAY vagy a dél-koreai Daylotus.
A szubkultúra lacaniánus pszichoanalízise azt mutatja, hogy a külföldi, jobbára női rajongókat elbűvöli az énekes hangja (ezt a hatást felnagyítja, hogy nem értik, amit énekel), ezen felül pedig a szavakkal ki nem fejezhető és be nem teljesíthető vágy az, ami a nemzetközi rajongókat ezekhez az együttesekhez vonzza. A fanfiction, valamint a zenészek homoerotikus színpadi viselkedése, az úgynevezett fanservice, melyet a manga szubkultúrából vettek át, szintén a lacaniánus vágyhoz kapcsolódik; a női rajongók nem magára a zenészre vágynak, hanem a zenész vágyára, amely tulajdonképpen a vágy tanulási folyamatának részét képezi.

### Terjedésének akadályai
A nyugati világban való érvényesülését a műfajnak több aspektus is akadályozza, például a nyelvi korlátok, hiszen a visual kei együttesek többsége japánul énekel, valamint az androgün, sokszor nőies megjelenés és női színpadi ruhák miatt is nehéz elfogadtatni a műfajt külföldön, annak ellenére, hogy nyugaton is léteznek hasonlóan extrém külsejű, „vizuális művészek”, például Marilyn Manson, a Tokio Hotel vagy Lady Gaga. További nehézséget jelent a külföldi rajongók számára, hogy nehéz hozzájutni a megkedvelt együttesek lemezeihez, illetve ajándéktárgyaihoz, mivel az ezzel foglalkozó webshopok szállítási költségei igen magasak. Emiatt a legtöbben illegális letöltéssel szerzik meg a kedvenc dalaikat. A streaming szolgáltatások megjelenése valamelyest enyhített ezen a problémán, egyre több visual kei előadó elérhető például a Spotifyon, bár az egyes együttesek kanával vagy kandzsival írt neve miatt nem mindig könnyű beazonosítani őket a platformon.

## Fordítás
- Ez a szócikk részben vagy egészben  a   Visual kei című angol Wikipédia-szócikk ezen változatának fordításán alapul.  Az eredeti cikk szerkesztőit annak laptörténete sorolja fel. Ez a jelzés csupán a megfogalmazás eredetét és a szerzői jogokat jelzi, nem szolgál a cikkben szereplő információk forrásmegjelöléseként.